# Johann Gerhard Henrich
Johann Gerhard Henrich (* 16. Oktober 1804 in Frankfurt am Main; † 23. Januar 1883 ebenda) war ein deutscher Bierbrauer und Abgeordneter.

## Leben
Henrich war der Sohn des Brauereibesitzers in Frankfurt am Main Johann Georg Henrich (1772–1821) und dessen Ehefrau Amalie Auguste Carolina Louisa geborene Klumpf (1778–1815). Sein Bruder Carl Friedrich Henrich wurde Architekt und war 1844–1872 Stadtbaumeister in Frankfurt am Main. Er heiratete Friederike Veronika Amalia Salome Buchner (1808–1888). Aus der Ehe ging ein Sohn hervor: Carl Friedrich Henrich (1839–1919) wurde Brauereibesitzer und Geheimer Kommerzienrat.
Henrich lernte in München, Regensburg, Würzburg das Handwerk des Bierbrauens und übernahm 17-jährig die väterliche Brauerei. Als erster Frankfurter Brauer stellte er untergäriges Bier her. Von 1832 bis 1839 betrieb er sein Geschäft in Assoziation mit Johann Philipp Ameis, dem Bierbrauermeister „zum Pfau“ in der Vilbeler Gasse. 1839 ersteigerte er die bisherige Gernhardsche Brauerei in der ehemaligen Stelzengasse (Neue Zeil 68). Als erster Frankfurter Bierbrauer legte er ab 1840 Lagerkellern an der Darmstädter Landstraße an. Diesem Beispiel folgten später auch die Wettbewerber, heute noch befindet sich die Henninger Brauerei an der Darmstädter Landstraße. 1851 ließ er eine Eisgrube errichten. 1874 verlegte er auch den Braubetrieb aus der Stadt in die Darmstädter Landstraße.
Er war Mitglied der Frankfurter Handelskammer, des Börsenbau-Comités und des Verwaltungsrates der Frankfurter Bank, der Frankfurter Hypothekenbank, der Frankfurt-Hanauer Eisenbahn-Gesellschaft und der Hessischen Ludwigsbahn.
Nach der Märzrevolution wurde er 1848 in die Constituierende Versammlung der Freien Stadt Frankfurt gewählt. 1850, 1852–1858, 1863–1868 war er Mitglied des Gesetzgebenden Körpers.